# Katastrofa lotu Atlantic Airways 670
Katastrofa lotu Atlantic Airways 670 – katastrofa lotnicza, która wydarzyła się 10 października 2006 o godzinie 7:33 czasu środkowoeuropejskiego. Zginęły w niej cztery osoby, w tym jeden członek załogi i troje pasażerów. Dwanaście osób zostało rannych. Była to pierwsza katastrofa, jakiej uległ samolot farerskich linii lotniczych Atlantic Airways.

## Samolot
BAe 146-200A o numerze seryjnym E2075 został wyprodukowany w 1987 roku, a jego pierwszy lot odbył się 23 czerwca tego samego roku – dziewiętnaście lat i cztery miesiące przed katastrofą. Był napędzany przez cztery silniki ALF502R-5. Jego pierwszym właścicielem były amerykańskie linie lotnicze Pacific Southwest Airlines, gdzie latał z numerem bocznym N369PS. 1 marca 1988 został sprzedany Atlantic Airways. Od tamtej pory nosił oznaczenie OY-CRG. Był to pierwszy samolot zakupiony przez powstałą w 1987 roku firmę Atlantic Airways.

## Lot 670
BAe 146-200A OY-CRG wykonywał lot czarterowy na zlecenie firmy Aker Kværner. Przewoził robotników do Aukra do prac przy Ormen Lange. Samolot wystartował o godzinie 7:17 z lotniska w Stavanger. Ostatecznym celem był port lotniczy Molde-Årø w Molde, z międzylądowaniem w Stord. Około 7:30 samolot podszedł do lądowania na pasie 33 na lotnisku w Stord. O 7:33 stoczył się z pasa startowego i, według relacji naocznych świadków, natychmiast stanął w płomieniach.
Nim OY-CRG podszedł do lądowania, pas, na którym miał wylądować był sprawdzany. Nie zanotowano informacji o tym, czy był on mokry, czy suchy, jednak późniejsze śledztwo AIBN, norweskiej jednostki zajmującej się wypadkami transportowymi, dowiodło, że był on wilgotny. Piętnaście minut wcześniej na tym samym pasie lądował inny samolot Atlantic Airways, którego kapitan nie stwierdził żadnych nadzwyczajnych trudności przy lądowaniu.
Samolot osiadł na pasie, z którego zjechał w północnym krańcu przy stosunkowo niskiej prędkości. Następnie zaczął zsuwać się po stromym stoku, gdzie zderzył się ze słupami elektrycznymi, drzewami i dużymi skałami, co spowodowało jego znaczne uszkodzenia. Kiedy samolot wreszcie zatrzymał się, z powodu uszkodzeń nie udało się wyłączyć silnika nr 2 (lewego, wewnętrznego), nie dało się też otworzyć przednich, lewych drzwi ewakuacyjnych. Prawe drzwi ewakuacyjne zostały zaś zablokowane przez teren. Główny pilot spróbował kilkukrotnie otworzyć drzwi kokpitu, jednak bez powodzenia. Utworzyła się też szeroka rysa na dachu kabiny, co spowodowało dostawanie się paliwa ze skrzydeł do środka maszyny.
Po prawej stronie samolotu wybuchł pożar, który szybko się rozprzestrzenił; w pożarze zginęło trzech pasażerów i jedna stewardesa. Pozostali pasażerowie i członkowie załogi uciekli przez tylne wyjście ewakuacyjne z lewej strony, sześcioro odniosło ciężkie poparzenia. Pierwsze informacje prasowe podawały, że katastrofę przeżyło trzynaście osób, później jednak okazało się, że tych którzy przeżyli, jest dwanaścioro.

## Śledztwo i przyczyny katastrofy
Śledztwem w sprawie katastrofy zajęła się norweska organizacja AIBN, wraz ze delegacją z Atlantic Airways oraz specjalistami z Danii. Początkowo zaczęto badać spoilery, których awarie zgłaszała załoga. Nie otworzyły się one, przez co samolot nie mógł utracić dostatecznie dużo prędkości, jednak według wyliczeń AIBN przy normalnych warunkach, gdyby wszystkie spoilery były niesprawne, trasa hamowania wydłużyłaby się o ok. 40%, co nadal pozwoliłoby na zatrzymanie maszyny sto metrów przed końcem pasa.
Badaniom poddano również zawartość czarnych skrzynek. Zarówno rejestrator danych lotu (FDR), jak i rejestrator rozmów w kokpicie (CVR) uległy poważnym uszkodzeniom z powodu pożaru, ustalono jednak, że da się z nich odzyskać część danych. Badający czarne skrzynki Birger Andreas Bull powiedział, że z dnia katastrofy udało się odzyskać jedynie dwanaście sekund z momentu podejścia do lądowania oraz trzy sekundy z czasu tuż przed katastrofą. Bull powiedział, że choć wydaje się, iż to niewiele, to nagrania zawierają istotne wiadomości na temat kursu, prędkości i innych danych technicznych, a także potwierdzają awarię spoilerów.
W opublikowanym 25 października 2007 raporcie śledczy za główną przyczynę śmierci czterech osób i poparzeń u pozostałych uznali płonące paliwo, które wlało się do kabiny po wypadnięciu samolotu z pasa. Według śledczych, podczas lądowania zawiodło wszystkie sześć spoilerów, przyczyna tego wciąż pozostaje nieznana. Odnaleziono także dużo spalonej gumy z kół samolotu na pasie, na którym lądował, co może być rezultatem nieotworzenia się spoilerów. Śledczy ustalili też, że lądowisko było wilgotne. Nie ma pewności, jaką rolę odegrało to w całym zdarzeniu, wiadomo natomiast, że samolot był 500 kg za ciężki na lądowanie na mokrym pasie. Data wydania ostatecznego raportu nie jest znana.

## Przyczyny
Przyczyną wypadku było niewystarczające hamowanie samolotu po przyziemieniu. 
Okolicznościami sprzyjającymi wypadkowi były:
- Lądowanie z tylnym wiatrem – co spowodowało wzrost prędkości samolotu względem ziemi (a tym samym wzrost energii kinetycznej samolotu)
- Mokry pas startowy, bez rowków odprowadzających nadmiar wody deszczowej – co sprzyjało akwaplanacji
- Niewysunięcie (awaria) spojlerów – co spowodowało mniejszy docisk kół podwozia do pasa i ograniczyło skuteczność hamulców podwozia
- brak działania ABS po włączeniu przez załogę hamowania awaryjnego – co spowodowało zablokowanie kół podwozia i tworzenie się poduszki parowej pod zablokowaną oponą i ograniczyło efekt hamowania[15].

## Po katastrofie
Przed meczem piłkarskim Francja – Wyspy Owcze uczczono minutą ciszy pamięć o ofiarach katastrofy.
17 stycznia 2007 czytelnicy farerskiej gazety Dimmalætting w głosowaniu przyznali dwóm stewardesom, zmarłej Gudrun Hervør Joensen oraz Maibritt Magnussen, tytuł Farerskich Ludzi Roku.

## Pasażerowie i załoga
Na pokładzie znajdowało się szesnaście osób (dwanaścioro pasażerów i cztery osoby z załogi) z następujących krajów:
| Kraj        | Pasażerowie | Załoga | Razem | Ofiary śmiertelne | Ocaleni |
| ----------- | ----------- | ------ | ----- | ----------------- | ------- |
| Norwegia    | 11          | 0      | 11    | 3                 | 8       |
| Wyspy Owcze | 0           | 3      | 3     | 1                 | 2       |
| Dania       | 0           | 1      | 1     | 0                 | 1       |
| Brak danych | 1           | 0      | 1     | 0                 | 1       |
| Razem:      | 12          | 4      | 16    | 4                 | 12      |

Zginęły następujące osoby:
- Gudrun Hervør Joensen (41 lat, mieszkanka Bøur, Wyspy Owcze, stewardesa),
- Martin Charles Evertsen (25 lat, mieszkaniec Stavanger, Norwegia, pasażer),
- Jarle Reime (33 lata, mieszkaniec Sandnes, Norwegia, pasażer) oraz
- Per Olaf Skjæveland (33 lata, mieszkaniec Sandnes, Norwegia, pasażer).